# Porta San Zeno (Pisa)
La porta San Zeno è una porta delle antiche mura di Pisa, situata nei pressi della chiesa di San Zeno. Un tempo era detta "porta Monetaria" perché vicino si battevano le monete della zecca pisana.

## Storia e descrizione
Dopo essere stata chiusa nel 1406, la porta fu riaperta solo nel 1945 per alleggerire il traffico urbano e sfoltirlo verso la Via del Brennero e Calcesana.
Il complesso difensivo è costituito da un arco a tutto sesto, centinato da una sotto-cortina in verrucano ad arco ribassato, secondo l'uso pisano; poggia su pilastri rettangolari a capitello semplice, tutti di verrucano. Nell'imbotte dell'arcata appaiono ancora i gangli ad anello di pietra, dove erano infissi i cardini dei battenti.
Nel 2002 al di fuori della porta è stata realizzata una rotatoria veicolare. Alla fine del 2012 la porta insieme alle mura circostanti è stata restaurata nel ambito del "Progetto Mura".